# Mormoops blainvillei
Mormoops blainvillei (Leach, 1821) è un pipistrello della famiglia  diffuso nei Caraibi.

## Descrizione

### Dimensioni
Pipistrello di medie dimensioni, con la lunghezza totale tra 80 e 86 mm, la lunghezza dell'avambraccio tra 43 e 50 mm, la lunghezza della coda tra 28 e 30 mm, la lunghezza del piede tra 10 e 11 mm, la lunghezza delle orecchie tra 7 e 10 mm, un'apertura alare fino a 33,5 cm e un peso fino a 11 g.

### Aspetto
La pelliccia è lunga, densa e soffice. Le parti dorsali variano dal color cannella pallido al bruno-rossiccio con la base dei peli più chiara, mentre le parti ventrali sono come il dorso ma con i peli uniformi. La testa è grande e rotonda, il muso è molto corto, con delle escrescenze carnose sul bordo superiore delle narici, delle pieghe sul labbro inferiore e una placca centrale a forma di scudo ricoperta di minuscoli tubercoli. Gli occhi sono piccoli. Le orecchie sono corte, larghe, arrotondate ed unite alla base anteriore sulla fronte. Il trago è lungo circa la metà del padiglione auricolare, lanceolato, con una piega nella parte centrale e una piccola proiezione alla base. Le ali sono attaccate posteriormente sulle caviglie. La coda è lunga e si estende oltre l'ampio uropatagio. Il calcar è lungo e sottile. Il cariotipo è 2n=38 FNa=60.

## Biologia

### Comportamento
Si rifugia in colonie numerose fino a 10.000-15.000 individui all'interno di grotte e gallerie minerarie abbandonate con temperature calde e stabili. Il volo è rapido ed effettuato a quote elevate. L'attività predatoria inizia al tramonto.

### Alimentazione
Si nutre di insetti, particolarmente lepidotteri, omotteri e coleotteri catturati in volo.

### Riproduzione
Danno alla luce solitamente due piccoli alla volta a giugno. Femmine gravide sono state catturate nel mese di maggio. Gli accoppiamenti avvengono a gennaio e febbraio.

## Distribuzione e habitat
Questa specie è diffusa sulle isole di Cuba, Hispaniola, Giamaica, Porto Rico e isola di Mona. Si è estinto in epoca recente su alcune delle isole Bahamas, sull'Isola de la Gonâve, su Anguilla e Antigua e Barbuda.

## Conservazione
La IUCN Red List, considerata l'abbondanza all'interno del suo areale limitato e la popolazione presumibilmente numerosa, classifica M.blainvillei come specie a rischio minimo (Least Concern)).